# Multiverso (DC Comics)
El Multiverso DC, en el universo ficticio de las historietas de la editorial DC Comics, es una "construcción cósmica de la realidad", donde se han recogido muchas de las fantásticas historias alternativas creadas a partir de las diferentes historias ficticias que han sido contadas y que tienen lugar dentro y fuera de la continuidad del Universo DC.
Los mundos del multiverso en esta proporción forman un espacio y destino comunes entre sí, y su estructura ha ido cambiado varias veces en la historia de todas las historietas publicadas por DC Comics a lo largo de sus historias.
El multiverso describe múltiples versiones del universo que existen en el mismo espacio, separadas unas de otras por sus resonancias vibracionales. En cada universo hay superhéroes distintos. Los universos se identifican al referirse a Tierras alternas conocidas como Tierra-1, Tierra-2, Tierra-3, Tierra-4, entre muchos otros. Los dos primeros mundos paralelos fueron presentados en 1961 en el cómic The Flash #123, en la historia El Flash de dos mundos. El Multiverso fue eliminado en la serie Crisis en Tierras Infinitas, una miniserie publicada en 1985. Pero regresó en la Saga de Crisis Infinita, y la miniserie 52, siendo redefinido por completo en Crisis Final, entre 2005 y el 2009.

## Historia metaficcional de la continuidad de DC Comics

### LaEdad de Oro
La mayoría de los habitantes del multiverso ignoraban la existencia de otros universos. Otros personajes con poderes de supervelocidad son capaces de visitarlos. Superman, por ejemplo, para acceder a la Tierra-S (hogar del Capitán Marvel y su familia) tenía que dar cierta cantidad de vueltas a supervelocidad alrededor de un monte mágico.
En ocasiones los escritores ponían a personajes de diferentes Tierras juntos sin dar ninguna explicación, este error de continuidad es usualmente citado como una razón para eliminar el multiverso en la crisis.

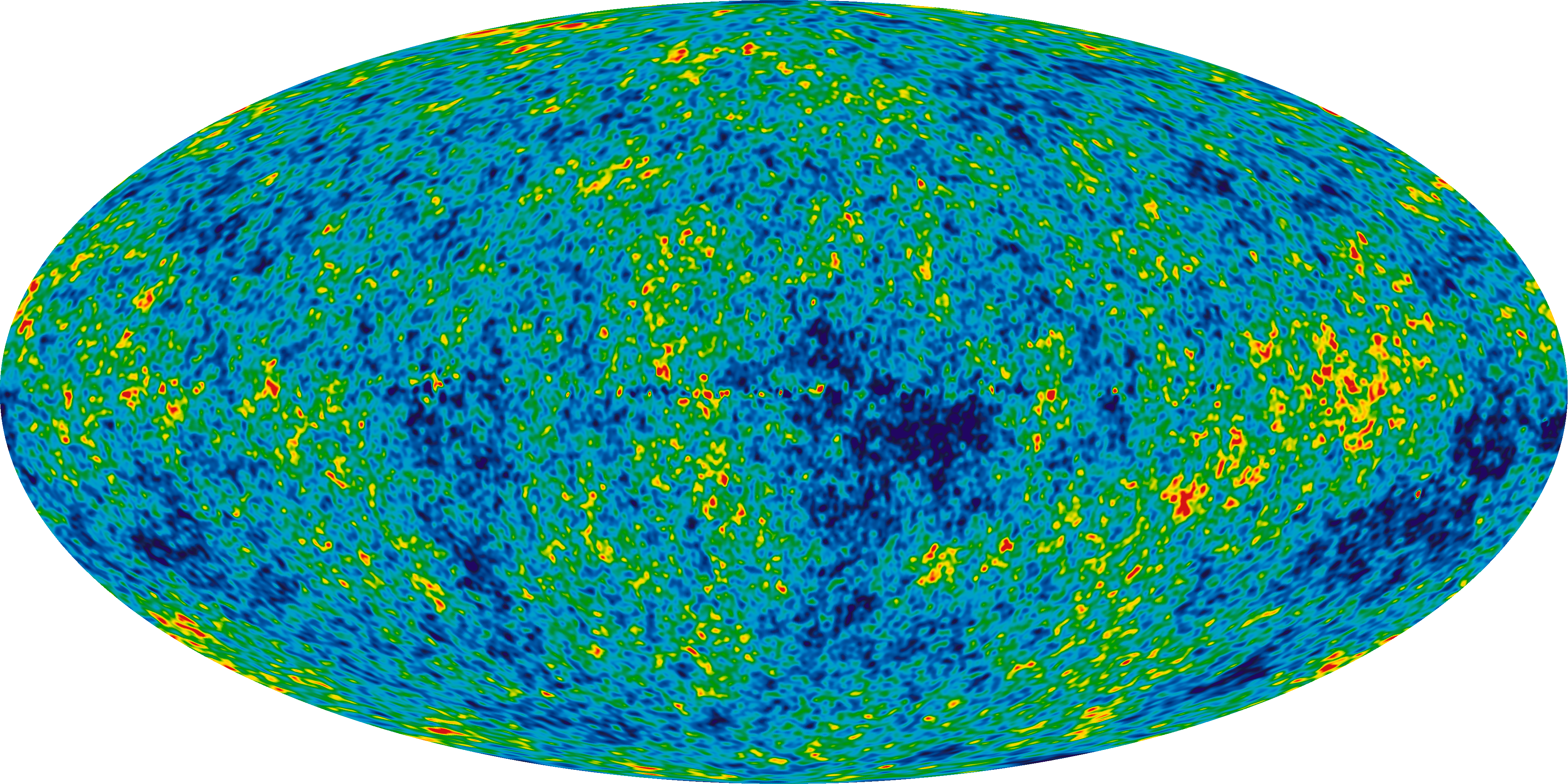
Un Multiverso, es una referencia que se toma sobre una posible existencia de varios universos o realidades relativamente independientes, separadas entre sí, por lo que en la literatura o en el mundo de las historietas se le conoce como Universos paralelos o términos similares, en el que también se encuentran como temáticas de la literatura, particularmente en lo que por ejemplo se refiere al género literario fantastique. en el mundo de la ficción de las historietas, son los espacios en los que ocupan distintas realidades separadas vibracionalmente entre sí, y son la copia exacta o casi exacta de un universo principal donde ocurren sus propias continuidades o historias alternativas diferente de la corriente principal, en el caso del universo ficticio de DC Comics, son mundos alternativos donde ocurren historias fantásticas y que rara vez involucran aventuras con los personajes de la continuidad principal del Universo DC

El concepto de un universo y un multiverso en el que tendrían lugar las historias de ficción se establecería libremente durante la Edad de Oro. Con la publicación de "All-Star Comics" #3 de 1940, el primer cruce entre personajes se produjo con la creación de la Sociedad de la Justicia de América (JSA), presentando al primer equipo de superhéroes con personajes que aparecían en otras publicaciones (desde revistas de historietas y títulos de antología como World's Finest Cómics, entre otros). Este cómic y muchos por venir, se realizó con el fin de llamar la atención de personajes menos conocidos. Esto estableció el primer "universo" compartido, ya que todos estos héroes ahora vivían en el mismo mundo. Antes de esta publicación, los personajes de los diferentes cómics aparentemente existían en mundos diferentes, de manera independiente y sin conexión alguna.
En 1941, World's Finest Comics Vol.1 #1 mostró la primera portada con Superman, Batman y Robin haciendo equipo juntos por primera vez. Sin embargo, fue solo la cubierta, ya que se consideraron como personajes de otros mundos diferentes ya que las historias de Superman tenían de particular que sus historias estaban enteramente relacionadas con seres dotados de superpoderes y la ciencia ficción mientras que las de Batman trataban aventuras sobre relatos de crimen que encajaban perfectamente en situaciones similares a la vida real.
Más tarde en 1952, en Superman Vol.1 #76, publicó finalmente la primera aventura de Superman y Batman trabajando juntos. En esta historia, pone a ambos héroes, los más importantes de DC Comics en el mismo mundo ficticio de manera definitiva.
Más tarde, como cómic pionero en esta concepción, Wonder Woman número 59 (de 1953), presentaría a la primera historia de DC Comics que representaría a un mundo paralelo " o mundo espejo". Wonder Woman sería transportada a una "tierra gemela" donde conoce a Tara Terruna, una contraparte que es una mujer que era exactamente como ella. Tara Terruna significa "Mujer Maravilla" en el idioma nativo de dicho mundo. Wonder Woman describiría que este mundo como un mundo gemelo existente junto a la Tierra y con duplicados de todo el mundo, pero con un desarrollo diferente. El concepto de diferentes versiones del mundo y sus héroes fue revisado en las páginas de Wonder Woman unas cuantas veces después, dando paso a otras realidades.

### Edad de plata
El inicio de esta nueva era para DC Comics fue liderado por el editor Julius Schwartz y el guionista Gardner Fox, quienes tomaron las riendas del proceso de darle un reinicio a los personajes de DC Comics cuando se publicó por primera vez Showcase #4 en 1956, cuando una nueva versión de The Flash hizo su primera aparición. El éxito de este nuevo Flash lideró la creación de nuevas encarnaciones de los personajes del Siglo de Oro que apenas compartían sus nombres y poderes, pero tenían diferentes identidades secretas, orígenes e historias. Más tarde, otras nuevas versiones de los héroes más populares, como Superman, Batman y Wonder Woman, en vez de tener una nueva versión fueron renovados por lo que se reescribió de nuevo sus orígenes, pero manteniendo sus identidades secretas.
Gardner Fox, que había trabajado antes en la creación de la JSA, donde otros héroes se reunieron por primera vez para formar una sociedad dirigida a combatir el crimen, desarrolló la historia conocida como "El Flash de dos mundos", que surgió en las páginas de The Flash Vol.1 #123, donde Barry Allen, el nuevo Flash, se transporta accidentalmente a otra Tierra, donde Flash (Jay Garrick), la versión original de la Edad de Oro existía. Para Allen, el mundo de Jay Garrick solo existía como una historieta ficticia, ya que estaba en su mundo real. Un concepto clave que formaría parte de la historia del Multiverso se dio en esta historia: cada universo vibra con una frecuencia específica en la que los mantiene separados, y que "un sonido" de una específica vibración, un individuo es capaz de romper la "barrera" que existe entre los universos, y en el caso de Allen, que logró "sintonizar" su cuerpo entero para lograr tal vibración y por lo que fue capaz de viajar a la otra Tierra, y que en este caso el y otros escritores de historietas de la Tierra de Barry Allen, por ejemplo, en el caso de Gardner Fox, sus mentes deben ponerse en sintonía con el mundo de Jay Garrick, por lo que también podían incluso tener sueños sobre los acontecimientos del mundo paralelo vecino, y que más tarde amplió dicho concepto al escribir numerosas historietas sobre el tema.
El éxito de esta historia llevó al primer cruce como equipos entre la nueva Liga de la Justicia de América y la Sociedad de la Justicia de América, como el arco argumental llamado Crisis en la Tierra-Uno (Liga de la Justicia de América Vol. 1 # 21) y la Crisis en Tierra-Dos (Liga de la Justicia América Vol. 1 # 22). En este arco de la historia, comenzó una tradición de la realización de un cruce anual entre la JLA y la JSA y estableció firmemente el concepto del multiverso y la designación de nombres a cada Tierra, siendo la Tierra-Uno la continuidad de la LJA y la Tierra-Dos la continuidad de la SJA. El éxito de estos cruces dio lugar a publicaciones que narrarían los pasajes de cientos de personajes de la época dorada hasta el día de hoy, partiendo de muchas de las historias que se han escrito, por lo tanto, esto establecería una continuidad más definida para cada universo.
Este concepto de las Tierras paralelas requirió a mostrar ciertas diferencias en distintos lugares, las personas y los acontecimientos históricos se convirtieron en un ingrediente muy importante dentro de las publicaciones de DC Comics. Ayudó (entre otras cosas) a explicar ciertos errores de continuidad, al volver a contar ciertas historias y Retcons permitiendo incorporar elementos extraños que pudiesen interactuar activamente con todo lo demás y permitiéndoles darles una "existencia". Los defectos de continuidad entre lo establecido en Tierra-Dos y varias historias ocurridas en la Edad de Oro, se les dio adicionalmente otras tierras separadas. Estas historias pasaron al concepto de "historias imaginarias" y algunas divergencias de tiempo entre Tierra-Uno también obtuvo sus propias realidades separadas (como Tierra-B y Tierra-A). Además de estas historias que iban apareciendo sobre todo en las páginas de la JLA iban creando nuevas Tierras, la adquisición de otras compañías de historietas (Fawcett Comics, Quality Comics, WildStorm Studios y Charlton Comics) y sus respectivos personajes por parte de DC Comics, atrajo a más tierras paralelas para el multiverso. Por la década de 1970, todo lo que se publicaba o se relacionaba oficialmente a los títulos de DC Comics era candidato a convertirse en una historia imaginaria o alternativa, por lo que podría ir formando parte del Multiverso, aunque gran parte de estas historias se mantuvo en gran medida sin catalogar.
Los nombres de los mundos que usualmente estaban en el formato conocido como "Tierra Paralela", se anexaba un guion, número escrito del mundo/letra/nombre. En el caso de los mundos con números, no siempre se siguió la "regla" para deletrear el número, incluso dentro de las páginas de la misma historia.

### Crisis en las Tierras Infinitas
En 1985, para el quincuagésimo aniversario de la editorial DC Comics, se propusieron unos importantes eventos para su celebración: una enciclopedia (¿Quién es quién?) y un cruce, que involucraba a las publicaciones, entre los personajes y mundos paralelos que han sido publicados por DC Comics. Como fue mencionado en la sección de cartas de la Crisis en las Tierras Infinitas #1, se había hecho una investigación que se había iniciado a finales de los años 70, se hizo evidente una gran cantidad de defectos de continuidad. La forma utilizada para eludir algunos de estos errores fue las "Tierras Múltiples", que también mostrarían una naturaleza caótica que atrajo aún más problemas de continuidad que no podían ser explicados con facilidad o simplemente fueron dejados sin explicación. Ciertos ejemplos de esto por ejemplo, es el caso de Canario Negro de la Tierra-1 resulta ser la hija Canario Negro de Tierra-2, que participó con la JSA en la Segunda Guerra Mundial a pesar de que la original Canario Negro era residente de Tierra-Dos, y la existencia sobre sus historietas de la época dorada en existían en Tierra-Uno así como su gente no se percató de que algunos de estos personajes de historietas existían en la "vida real". Además, muchos universos tenían varias líneas de tiempo alternativas, como Kamandi y la Legión de Super-Héroes, siendo ambos una variante de Tierra-Uno.
El guionista Marv Wolfman tomó este evento de cruces como una oportunidad para reformar todo el universo ficticio de DC Comics para evitar nuevos errores de continuidad y actualizar los personajes de DC a tiempos modernos. Todo el Multiverso sería destruido a excepción de 5 Tierras (Tierra-Uno de la edad de plata, Tierra-Dos de la edad de oro, Los universos adquiridos a otras editoriales, como Fawcett Comics era Tierra-S, Los Freedom Fighters de Quality Comics provenían de un retcon ahora llamado Tierra X y las publicaciones de Charlton Comics era Tierra-4). Más tarde, el universo se recrearía como un único universo con la mezcla los cinco.

#### Historias y mundos alternativos pre-crisis y post-crisis sin continuidad
Algunos universos paralelos que tuvieron sus propias historias, y que nunca fueron inscritas para dentro de la Crisis en las Tierras Infinitas y que posteriormente aparecerían en Crisis Infinita y en un sustituto creado para su explicación posible, fue la creación de lo que se denominó como Elseworlds, otros mundos se trajeron gracias al concepto conocido como Universos de Bolsillo y un concepto creado en la serie limitada The Kingdom, en la que daba la existencia de la creación de unas diferentes líneas temporales al crearse el concepto del Hipertiempo.
El evento de cruces denominado Convergencia (2015), oficialmente trajo de vuelta los eventos de Crisis después de que los héroes de esa serie retrocedieran en el tiempo para evitar el colapso del Multiverso, Más tarde se dio a conocer que este "Multiverso" no solo volvió completamente, sino que "evolucionó" modificando algunas características para coexistir con otros multiversos, como una copia derivada del Multiverso DC de Los Nuevos 52, tan solo separado por una barrera de realidades en lo que pasaría a denominarse como el Omniverso o Megaverso, o en palabras de Dan DiDio, el "Multi-Multiverso DC".

### Edad Moderna

#### Post Crisis
Tras el fin de la Crisis en las Tierras Infinitas, se estableció el concepto de un único universo que contendría a la mayoría de los elementos de las "Tierras sobrevivientes" y en gran medida esto fue forzado para evitar nuevos problemas en la nueva continuidad tras lo ocurrido con el viejo multiverso. Sin embargo, las realidades alternas que afectarían al nuevo Universo DC hicieron su aparición muy rápidamente. En Superman Vol.2 #8, se reveló la existencia de un universo dentro del Universo que fue creado para poder preservar a una encarnación de la Legión de Super-Héroes del siglo XXX en Nueva Tierra. Este mundo fue utilizado para permitir cruces con ciertos personajes de la Legión de Super-Héroes por lo que tuvieron que volver a crear personajes, que de otro modo no podrían haber existido en la nueva continuidad (como nuevas apariciones de kryptonianos como en Nueva Tierra, así como Superman se volvía como el único sobreviviente de Krypton). También se utilizarían líneas de tiempo alternativas, siendo la más notable el evento creado en Armageddon 2001 en 1991. también se comprobó que el antiguo Universo Antimateria existía, así que tenía un poco de elementos "inversos" en una forma similar a la antigua Tierra-Tres. La Tierra en dicho Universo de Antimateria fue llamada "Tierra-2". Además, había un lugar denominado El limbo, y fue donde a parar algunos héroes y personajes que no pudieron ser traídos de vuelta a su "existencia" tras la Crisis en las Tierras Infinitas, viviendo fuera del Universo. Una regla importante en el nuevo Universo DC fue que solo podía haber una sola línea de tiempo, por lo que cualquier cambio causado por los viajeros del tiempo causaría la destrucción las líneas de tiempo de sus respectivos orígenes. Los cambios en el pasado a menudo se "fijaban" o se tenían que cumplir con respecto al presente para evitar caer una vez más en nuevos errores de continuidad.

#### Hora Ceroy nuevos cambios en la continuidad
Sin embargo, seguían apareciendo nuevos errores de continuidad. El origen revisado sobre Hawkman fue uno de los que presentó más errores frente a la existencia de la versión de la edad de oro (Carter Hall) y la versión de la edad de plata (Katar Hol) en la misma continuidad y sin una buena explicación. La interacción de las "posibles líneas de tiempo" también creaba agujeros sin continuidad. Esto condujo a una nueva crisis para poder abordar el problema: Hora Cero: Crisis en el tiempo. El universo resultante tenía una historia ligeramente reescrita sin errores de continuidad a pesar de que se reconoció que los acontecimientos de la realidad previamente destruida sucedieron como tal (incluyendo la Crisis en las Tierras Infinitas). Este Universo mantuvo el concepto de un universo, una sola línea de tiempo. Pero la necesidad de publicar historias fuera de la estricta continuidad del Universo DC condujo a la creación de ciertos sellos de DC. Historias que dibujarían a personajes de DC en diferentes situaciones que fueron publicadas después de la Crisis en las Tierras Infinitas, se consideraron "historias imaginarias", y pasaron a llamarse como Elseworlds, un sello especial que se les implantó para separarlas fuera de la continuidad del Universo DC. Ninguna de estas historias podía ser posible a menos fuese incluidas dentro de la continuidad "real" del Universo DC. Actualmente, DC volvería a desarrollar esta concepto bajo otra mirada a partir de la los escritores con mayor libertad creativa, pueda que existan o no dentro o fuera del Multiverso DC, en lo que se denomina DC Black Label, siendo de ejemplo, la historia de la miniserie "Batman: Caballero Blanco (2018)", entre otros.
Ciertos personajes que se reinventarían en un contexto mucho más maduro se publicaron bajo el sello editorial Vertigo. En la mayoría de las veces, estas historias que publicó Vertigo no necesariamente tenían relación con ciertas versiones originales del Universo DC o los eventos que este sello publicaba no tenían cierta influencia sobre el nuevo Universo, e incluso, el intento de crear su propia versión de Universo paralelo nunca se ha reconocido como tal, aunque simplemente careció de validez dada a que muchas de historias no necesariamente pertenecían a un universo metaficcional de DC.

#### El Dakotaverso: Milestone Media
Más tarde, DC Comics publicó bajo un acuerdo especial con la editorial Milestone Media una nueva serie de historietas que narraban historias sobre una serie de héroes que viven en Dakota City, formados en su mayoría por superhéroes afroamericanos y de otras minorías. Estos personajes vivían en un universo separado del Universo DC (al que la gente popular le dio el nombre del Dakotaverso u Universo Milestone). El cruce conocido como World's Collide presentó uno de los primeros cruces entre ambas compañías dentro de la continuidad establecida de ambos universos en lugar de ser un evento del tipo "imaginario" y demostró que podría haber otros universos o incluso |multiversos fuera del unificado nuevo Universo DC.

#### Otros cruces entre compañías:DC vs. Marvel
De una manera similar a World's Collide, el cruce conocido como DC vs. Marvel mostró otro cruce con una continuidad en otra realidad completamente separada tanto del Universo DC como el Universo Marvel, y donde el Universo Marvel también posee su propia versión del Multiverso: La denominada Tierra-616 o como también es llamado el Universo Marvel , aunque no sería el único cruce, como lo fue demostrado en JLA/Avengers de 2003.

##### Otras explicaciones
En resumen, entre 1986 y 1999, todo lo que no sucedía en el "mainstream" de la propia continuidad del Universo DC aparecería o simplemente se convertía en una historia "apócrifa" o pasaría de una forma completamente diferente y separada de la realidad/Universo/Multiverso en la que no podrían ser cruzados tan fácilmente. Mientras que en las historietas el concepto de un multiverso más "realista" se evitó muchas veces, el Multiverso jugó un papel tan importante en los medios de comunicación, como cuando se produjeron series animadas para la televisión y otras versiones de los personajes de DC que eran adaptados tanto en series de acción real como películas.
En 1999, se introdujo un concepto denominado Hipertiempo. Esta estructura brevemente le dio una "existencia más coherente" a la cantidad de líneas de tiempo alternativas, historias en las que se desarrollarían en "Mundos Alternativos", sobre todo aquellas que se alegaba como las apariciones en otros medios de comunicación y cualquier otro aspecto relacionado con los personajes de DC que se había dado en el pasado. La línea de tiempo principal era como un río y todas las historias alternas que sucedían eran ramas derivadas. Esto le dio la posibilidad de que cualquiera de estas "ramas" pudiera interactuar con la "verdadera" línea de tiempo. El Hipertiempo fue similar al modelo del multiverso ya que permitía que todos y cada uno las realidades recién creadas o las ya existentes y que hayan sido publicadas podrían en alguna forma coexistir e interactuar como la mayoría de las ramas tienden a volver su flujo original (explicando algunos retcons). En el Hipertiempo, todas las realidades existían dentro único Universo.

##### El caso WildStorm
Originalmente, las historias que aparecían en el antiguo sello editorial de Image Comics, WildStorm Studios y que fue cedido a DC Comics en 1999, junto con otros personajes que habían sido publicados en su momento por Image, fueron separados de dicha editorial durante un cruce llamado Shattered Image, que consolidaba la separación del Universo WildStorm ya que este último tenía su propia estructura Multiversal. Tras la adquisición de WildStorm por DC Comics, algunos cruces que se publicaron con DC Comics sucedieron de la misma forma como el caso de lo sucedido con Dakotaverso y Marvel.

### SigloXXI: de Crisis Infinita a Los Nuevos 52

#### Crisis Infinita
En 2005, una nueva Crisis se había desatado, la Crisis Infinita, una historia que fue publicada como una nueva manera para actualizar una vez más a los superhéroes de DC Comics, y dando la posibilidad de reunir a otras "realidades" (como el Universo Universo Milestone y Universo WildStorm) en la que se buscaría traer de vuelta al Multiverso, esta vez con un número limitado de tierras en lugar de infinitas.
Como el multiverso había dejado de existir tras los acontecimientos de la Crisis en las Tierras Infinitas por aproximadamente 20 años, hasta que en la miniserie Crisis Infinita, publicada en 2006, Alexander Luthor Jr. y Superboy de Tierra Prima, decepcionados con los héroes de esta nueva Tierra, y de la cuestionable declinación en los valores utópicos y perfectos que hubieron de haber representado, decidieron crear una tierra perfecta, por lo que fue necesario recrear el Multiverso. Para esto desdoblaron el único universo existente al construir una torre como la que se había construido en la anterior crisis para poder crear un nuevo Multiverso de donde sacarían distintos elementos de cada mundo para crear una Tierra perfecta. Durante un breve momento regresó el antiguo Multiverso (y en la que también había mostrado que el llamado concepto del "Hipertiempo" y muchas otras apariciones de otros personajes de DC y otras historias alternativas posteriores, fueron parte del multiverso original, incluyendo las publicaciones Post-crisis, como caso de las historietas publicadas en el universo de Tangent Comics, que irónicamente se habían publicado 12 años después que el Multiverso ya no existía, al igual como sucedía con los denominados Elseworlds) gracias a las maquinaciones de Alexander Luthor Jr.. Entre su selección en la búsqueda de la tierra perfecta, vio que Nueva Tierra la consideraba corrupta, para tales eventos manipuló a Superman de Tierra-2 y a un frustrado Superboy Prime pudieran romper la barrera que separaba el "Limbo" en que vivieron por tanto tiempo que tuvieron que destruir la barrera que separaba a los universos mezclados tras la Crisis en las Tierras Infinitas. Si bien muchos de los sucesos de esta serie se resuelven en los propios 7 números de los que consta, son muchísimos los cabos sueltos y las sub-tramas que dejaron las incongruencias de los anteriores errores de continuidad.
Al final de Crisis Infinita, el multiverso s remezcla y se fusiona como Nueva Tierra, al recrear una nueva continuidad, con muchas historias reescritas pero muchos de los eventos de la Edad Moderna que hasta ese momento habían sucedido no habían cambiado en su totalidad. Paralelamente, el evento conocido como Capitán Atom: Armageddon un cruce de DC Comics con el WildStorm, cuenta una historia de cómo el Capitán Atom del Universo DC provoca la recreación del Universo WildStorm al crear la destrucción (y posiblemente el multiverso que allí también existió, el mismo que coexistió en Shattered Image). El universo recreado pasó a formar parte del Multiverso DC mezclarse dentro del Universo DC más tarde como se vería en los acontecimientos de 52.

#### 52, y el resurgimiento delmultiverso

##### 52semana 52
La serie semanal 52 es revelado que Booster Gold, Rip Hunter y un antepasado de Booster Gold, demostraron que el multiverso había renacido, y que el multiverso había sobrevivido a Crisis Infinita. La explicación que resultó es una porción de energía sobrante de la Crisis Infinita que le permitió recrear el multiverso por Alex Luthor Jr. era demasiada como para contenerse en un solo universo, por lo que en un acto de "preservación cósmica del Overmonitor" Nueva Tierra se volvió a multiplicar en copias iguales creando un nuevo multiverso con 52 mundos iguales.
Las consecuencias de Crisis Infinita, Capitán Atom: Armageddon, 52, Cuenta atrás para la Crisis Final y Crisis Final, mostró que un nuevo multiverso había sido creado. El nuevo Multiverso constaba de 52 universos de materia positiva, un universo de antimateria y un Limbo. La continuidad principal se daba como constancia que seguía ocurriendo en Nueva Tierra (también llamado Tierra 0), mientras que el resto de mundos alternos inicialmente aparecieron idénticos al Universo DC, debido a una serie cambios realizados por parte de un villano casual de Shazam! llamado Mr. Mind en el que se le muestra por fuera del multiverso, y llevaba vagando por mucho tiempo, por lo que solamente tenía como alimento la corriente del tiempo y el espacio, y estuvo viajando por el nuevo multiverso comiéndose partes de la historia de las diferentes tierras, hasta que fue detenido por Booster Gold, Rip Hunter y Daniel Carter. El multiverso se salvaría momentáneamente, pero los trozos de historia que Mr. Mind robó a cada mundo cambio la continuidad de cada tierra paralela definiendo 52 mundos que había mutado en un insecto que intentaba tragarse las distintas realidades del multiverso recién nacido, como fue mostrado en 52, el multiverso cambió y se reescribió las distintas realidades de cada mundo, por lo que el multiverso empezó a mostrar las características de tierras paralelas diferentes. Un ejemplo de este suceso, Tierra 1, Tierra-2, Tierra-3, Tierra-4, Tierra-5 y Tierra-10 como se describió, eran reminiscencias pre-crisis de Tierra Uno, Dos, Tres, Cuatro, S y X del Multiverso original respectivamente. Las Tierras 13 y 50 eran el Universo Vertigo y el Universo WildStorm recién reiniciados.
Muchas historias importantes del sello de Elseworld también aparecieron como tierras dentro de este nuevo Multiverso. La miniserie, Milestone Forever, de una manera similar a lo acontecido con Capitán Atom: Armageddon, los acontecimientos que llevaron a la final del Dakotaverso y su integración a la nueva continuidad del Universo DC fue también revelado. La mayoría de las historias que se contaban en las publicaciones de Milestone Media ahora contaban que habían ocurrido en Nueva Tierra y el Dakotaverso dejó de existir como universo separado. Aprovechando el hecho de que muchos de estos universos eran en su mayoría descatalogados o simplemente vislumbrados, y que Crisis Final también había cambiado al multiverso muy poco, muchas historias protagonizadas en mundos alternos y sus interacciones fueron publicados, lo que provocó nuevas inconsistencias y apariciones de nuevos retcons, como el caso de Tierra- 1 era originalmente un "espejo" Tierra-Uno (pre-crisis) y que más tarde sería la creación de J. Michael Straczynski: Superman: Earth One o que Tierra-16 fuese el hogar de un sustituto de Superman llamado Christopher Kent, vivía en el hogar de los Super Hijos, y que más tarde se tomaría la realidad de la serie animada Young Justice como un mundo alterno.

##### Cuenta Atrás para la Crisis Final, conexiones y producciones derivadas
Además se reveló que en Cuenta Atrás a la Crisis Final, y sus producciones conectadas y derivadas, Cuenta Atrás a la Aventura, Cuenta Atrás presenta: Arena, Cuenta Atrás Presenta: En búsqueda de Ray Palmer y Cuenta Atrás presenta Lord Havok y los extremistas, se revelaron las respectivas historias que cada mundo dejó estructuradas parcialmente el multiverso de la siguiente manera:
- Este multiverso es finito, consta de 52 universos.[12]
- De entre los universos, el Nueva Tierra (etiquetada también como Tierra-0) es la tierra primordial, con la continuidad principal de la editorial y heredera de la enriquecida historia que posee DC con sus innumerables retcons y actualizaciones para adecuarse a los tiempos. Los demás universos representan ideas tentativas de continuidades que han sido y serán aprovechadas por los guionistas, y que están basadas en tierras del antiguo multiverso, y en el concepto de elseworlds de los 90's o conceptos paralelos (como Wildstorm, series de animación o televisivas).[12]
- Este multiverso es una fusión conceptual del multiverso original y el concepto del Hipertiempo creado por Grant Morrisson, por ende por cada universo pueden existir "dimensiones paralelas" (realidades alternativas) pero que no se superponen a la continuidad oficial de ese mundo.[12]
- Todo mundo es una adaptación de un concepto primario para que nosotros podamos reconocer, pero no un calco al pie de la letra.
- Aunque pudiesen existir personajes en varias tierras con el mismo nombre, su caracterización es lo suficientemente diferente como para distinguir una "versión" de otra.[12]

El Multiverso se reveló al final de la serie limitada de 52. Este Multiverso resultaría diferente del original porque estaba compuesto de un número infinito de universos paralelos. En cambio, este Multiverso estaría compuesto de un número determinado de universos paralelos y que han sido originalmente llamados como Tierra-0 (Nueva Tierra) y están enumerados hasta Tierra-51, aunque el Universo Tangent (Tagent Comics: El Reino de Superman #1-12); sin embargo, en Crisis Final: Más allá de Superman #1, Nueva Tierra finalmente se designa como Tierra-0. Subsecuentemente, Dan Didio negaría explícitamente que Nueva Tierra sea Tierra-1, ya que posteriormente afirmó que es donde se desarrollan las publicaciones de dc: Tierra Uno.
Estos universos alterados eran originalmente idénticos a Nueva Tierra y contuvieron la misma historia y personaje hasta que Mr. Mind "devoró" las porciones de la historia diferente de cada Tierra, recreándolas, por lo que distintas Tierras surgieron con sus propias historias y personajes, como una en la que se contaba la historia Nazi ganó la Segunda Guerra Mundial con su versión nazi de Superman llamado Overman y su Liga de la Justicia-Axis, procedente de Tierra-10. Cada uno de los universos alterados tiene sus propias dimensiones paralelas, épocas divergentes, microversos, etc. Cada universo dentro del Multiverso está separado por el planetario del Multiverso, la sangría (la bleed) y sus límites hasta la Pared de la Fuente, y que la ecuación de la Anti-vida aguarda a los universos. La Sangría permite que la Anti-vida esté en lugares imprevisibles detrás de la propia Pared de la Fuente, permitiendo la comunicación entre universos a través de fuentes vibracionales.
Con la casi-destrucción de Nueva Tierra supuso una reacción en cadena que casi destruyó a los otros cincuenta y un universos paralelos al mismo tiempo y que dejaría solamente el Universo de Antimateria en existencia. Y como consecuencia de los esfuerzos de Alexander Luthor Jr. por recrear el Multiverso, nacieron 52 Monitores (surgidos de la energía creada del Monitor original y alimentados de las distintas realidades del planetario del multiverso) designados para vigilar las cincuenta y dos tierras. Los Monitores buscarían desde su mundo exterior (El Mundo de Nill) proteger al Multiverso de anomalías que pudiesen afectar a los universos paralelos cuando estos fuesen afectados el uno al otro o viceversa. Una lista parcial de algunos de estos universos paralelos que constituyen el nuevo Multiverso fue revelada en noviembre de 2007, y cabe citar que tras Crisis Final, estos 52 Universos permanecen atados en una bóveda llamada el Planetario de los mundos o del multiverso. Actualmente, esta función decae con el Overmonitor, gracias a su emisario Nix Uotan, el último de los Monitores y sus nuevas creaciones, y los Tempus Fuginauts, que vigilan las líneas del reino del Hipertiempo y los espacios entre universos alternativos.

### Los Nuevos 52: Multiversidad
Con el reinicio de la continuidad en el evento conocido como Los Nuevos 52 (tras los sucesos de la serie limitada Flashpoint), el Universo DC no fue el único en ser reiniciado y restaurado. 52 mundos paralelos ahora existen para una serie de posibilidades sin fin para nuevas historias y cruces entre diferentes versiones de héroes y villanos que interactúan con las principales versiones de los superhéroes y villanos, así como la posibilidad de historias que ahora resultan de nuevos personajes como los de Milestone Media y WildStorm. Sin embargo, esta continuidad se volvió un poco caótica ya que se toma que el origen de cada personaje se remonta a 5 años hacia la actual continuidad. Muchas historias y situaciones de otros universos aún está por verse. Las denominaciones en números dados a los respectivos universos se ha vuelto a retomar. Además, la mayor parte de las historias de la Edad Moderna se basan en la continuidad principal, los lectores más jóvenes no podrían necesariamente seguir estas historias de las nuevas encarnaciones de los personajes de la nueva continuidad del Universo DC, tal como sucedía antes de la original Crisis en las Tierras Infinitas. Con el fin de superar estos nuevos problemas nuevos, fue posible crear un evento crítico para poder extender el entendimiento del multiverso y el Universo DC.
La serie limitada Flashpoint (mayo-septiembre de 2011), The Flash alteró accidentalmente la línea de tiempo de Tierra-0 creando un efecto dominó que afectó a varios eventos pasados, incluso llegó afectar la continuidad de Tierra-13 (el Universo Vertigo) y Tierra-50 (el nuevo Universo Wildstorm). Al igual que en el resultado final de Crisis en las Tierras Infinitas, una nueva corriente dominante surgió en la Tierra, creada a partir de las tres anteriores, con una nueva continuidad. La mayor parte estas historias han sido reiniciadas pero nuevos acontecimientos de Nueva Tierra se mantuvieron (como el caso de Batgirl ya se curó de su parálisis que el Joker le había ocasionado con anterioridad y que en la nueva corriente principal volvió a su actividad como Batgirl). Desde que se restableció en Crisis Infinita el multiverso, todo lo que ocurría en el universo principal, le podría ocurrir a sus contrapartes de universos alternos, por lo que todo el Multiverso sería afectado, y así, fue como un nuevo Multiverso de 52 mundos también fue recreado. Este nuevo multiverso se le llama Los Nuevos 52 (estilizado como Los Nuevos 52! en las cubiertas de las actuales publicaciones). También es considerado por los fanes como el NUDC (Nuevo Universo DC).
Esta vez, no todos los universos fueron revelados de inmediato, sino un par de mundos que han sido revelados en los dos primeros años de Los Nuevos 52. Además, de manera similares al sello de los Elseworlds que aparecería en las historietas en las que no ocurrieron en la continuidad "real", el logotipo de Los Nuevos 52, solo aparecen en las publicaciones con historias que ocurren en la nueva continuidad, mientras que aquellas en las que no suceden en esta nueva continuidad (como Smallville: Temporada 11, suceden en su propio Multiverso vecino, dentro del Omniverso DC, o el Universo de Batman Beyond el de la serie de televisión animada, no su copia de Tierra-12, no tienen esta distinción.

#### Multiversidad
Con la publicación en 2014 de la miniserie limitada "El Multiverso", se reveló al resto de los universos paralelos de Los Nuevos 52 y su estructura fue mostrada en un mapa interactivo bien detallado publicado en la página web de DC Comics, así como en el Guidebook de la serie, donde se estableció la existencia oficial de 52 mundos enumerados del 0 al 51, con diferentes alteraciones a mundos basados en algunos importantes elseworlds y otros basados a versiones alternativas de los héroes, desde tierras mágicas, atomizadas por conflictos nucleares, pastiches a otras editoriales, homenajes, o incluso, mundos donde reveló estar desconocidos, de los cuales 6 de 7 son desconocidos hasta que haya algún escritor decida escribir alguna historia original. Grant Morrison nos mostró en "El Multiverso" que los universos restantes de El multiverso DC de Los Nuevos 52 y que su estructura subyacente fuese parte de una estructura mucho mayor, que sería recreada tras el final de Convergencia. y actualizado donde se ha dado a conocer los mundos restantes.

#### Multi-Multiverso DC y Multiverso Oscuro
Luego del reinicio de continuidad, el 2 de octubre del 2011, Dan DiDio publicó en su página de Facebook que Los Nuevos 52, inicialmente las tres "crisis" originales aparentemente no habían ocurrido para la nueva continuidad, pero otros eventos como "Hora Cero" si había sucedido, aunque sin una clara conclusión para que se determinase si esto fue una crisis o un reinicio para el canon presente.[6] Sin embargo, los escritores continuaron haciendo referencias a las crisis, y la historia completa de la estructura del Multiverso DC continuó, detallándose que los eventos de las crisis anteriores, habían sido confirmadas gracias a la obra de Grant Morrison El Multiverso (2014-2015).
Con el cruce  Convergencia (del 2015), volverían a explorar este concepto dentro del Universo DC. Esta miniserie trajo de vuelta a varios héroes de las diferentes épocas de DC Comics que fueron borrados por los eventos de la crisis. Estas, fueron atrapadas por una encarnación divina de Brainiac, que se encontraba fuera de las líneas del tiempo (Punto de Fuga o "Vanishing Point" en inglés, como se llamarían a este "lugar"). Al final del cruce, Brainiac enviaría a estos héroes a sus propias líneas de tiempo debido a que se dio cuenta de sus errores, y al tratar de enmendar este suceso, envió con éxito al Hal Jordan de Hora Cero, y a otras versiones Pre-Flashpoint de Superman y otros héroes de aquellos que participaron en la Crisis en las Tierras Infinitas, para que el colapso del nuevo y antiguo Multiverso pudieran ser evitado, modificando la estructura de ambos, dando comienzo a la creación del Omniverso, que albergaría a un reinstaurado Multiverso DC Pre-Crisis en concordancia a que dicho Multiverso coexiste con otras manifestaciones de Multiversos alternativos derivados de otros productos de DC Comics, y que se conectan en concordancia con el Multiverso DC principal y canónico.
A partir de julio de 2015, luego del final de la iniciativa de los Nuevos 52 terminaría con la continuación de varias publicaciones y otras nuevas que no necesariamente tuvieron lugar dentro del multiverso Los Nuevos 52. Anunciándose como DC You (un juego de palabras del Universo DC junto con la frase "se trata de ustedes, los fanáticos" que aparecían en los anuncios), DC ahora tiene una política de "puertas abiertas" a las continuidades alternativas, que otorgaría a los escritores una mayor libertad para explorar historias ambientadas fuera del alcance del Multiverso DC canónico. La continuidad establecida en el Multiverso de Los Nuevos 52, así como las historia que revisaban los orígenes de otros personajes y conceptos de las historia del Universo DC como la conclusión de Convergencia, se sugiera que a pesar de que el universo Coral de 52 mundos actuales es una evolución del multiverso principal y de su versión pre-crisis, ya todos los mundos todavía existirían en alguna forma. Esto fue confirmado por e escritor de Convergencia Jeff King, al afirmar que el Multiverso DC fue reconstituido, y que ahora es infinito, por lo que podría haber más de un Multiverso, es decir, sentando las bases del Omniverso DC.
La iniciativa DC Renacimiento del 2016, finalmente trajo de vuelta a Wally West original a la Tierra primaria del Multiverso DC, luego de haber estado atrapado en la fuerza de velocidad revelando que el tiempo le fue robado recuerdos de sus amigos, y el Superman del mundo pre-Flashpoint, todo este tiempo estuvo aparentemente varado en la nueva línea de tiempo que continuó a Convergencia, asumiendo el papel como el Superman de esta Tierra, ya que estuvo viviendo con años con su Lois Lane y un hijo que crio todo este tiempo. Más tarde, se revelaría un nuevo precedente, durante la publicación del Action Comics #976, las historias previas a Flashpoint y Los Nuevos 52 de Superman se combinaron, pasando a que el Superman de Los Nuevos 52 y el Pre-Flashpoint fuesen uno solo. Peter J. Tomasi explicaría después que "Los eventos contados en Action Comics #976 reiniciaron la continuidad, remodelando no solo la estructura de la continuidad, sino también de la línea de tiempo completa de Superman, todo gracias a los actos abusivos de Mister Mxyzptlk. Donde hubo dos Superman, sus realidades ahora se habían fusionado en una línea de tiempo con solo una de ellas".
Asimismo, con los acontecimientos mencionados en Convergencia, no solo se trajo de vuelta al Multiverso DC original, sino que ahora existe en comunión de manera externa, alrededor de los 52 mundos del Multiverso DC por fuera de los mundos que integran; Multiverso DC planteado por Grant Morrison. Luego, en el arco conocido como Dark Nights: Metal, se introdujo un nuevo concepto, el Multiverso oscuro en el cual se encuentra debajo de donde se encuentra el Multiverso DC actual donde los mundos creados por las pesadillas de los 52 mundos más estables luchan por sobrevivir y llegar la luz de más arriba, aquí existen versiones de héroes que enloquecen y se vuelven contra la gente, destruyendo así el mundo.

## Cambios realizados por lasCrisis
La serie Crisis en Tierras infinitas tuvo fuertes repercusiones en las características del multiverso, que se expresan en tres etapas:
- Pre-crisis: Los personajes, eventos y otros elementos establecidos antes de la crisis (especialmente los que fueron eliminados por la miniserie) son considerados pre-crisis, y eran parte del multiverso, por lo cual al reiniciarse el Universo DC quedaron categóricamente fuera de la continuidad todos los sucesos y aventuras allí transcurridos. Sin embargo, esto no impidió que hubiera algunos errores de continuidad, u omisiones notorias de estos arreglos de continuidad por parte de los escritores y algunos de los editores. La serie de Green Arrow, por ejemplo, no sufrió "reseteo" alguno, por lo cual continuó con sus historias pre-crisis sin mayor explicación. En el número 46 USA de Swamp Thing, guionada por el en ese entonces ascendente escritor británico Alan Moore, se ve el Cielo Rojo y los desastres espacio-temporales característicos de la Crisis, pero al número siguiente el asunto ya está resuelto, y la historia sigue por su cuenta.[12]

- Crisis: El Multiverso fue destruido durante la miniserie Crisis en Tierras Infinitas, por el villano conocido como Anti-Monitor. Uno por uno, el Anti-Monitor invadía cada universo y lo destruía usando su nube de anti-materia. Los héroes de Tierra-1, Tierra-2, Tierra-4, Tierra-S y Tierra-X, junto con los supervivientes de al menos otros 2 universos, se las arreglaron para evitar la destrucción de estos 5 últimos universos el tiempo suficiente para vencer a Anti-Monitor. Los cinco fueron mezclados en un único universo que combinaba elementos de los cinco, y elementos completamente nuevos, aunque la "base" para este nuevo Universo único surgido, era notoriamente la de Tierra-1. En este nuevo universo post-crisis, por ejemplo los 2 Flashes existieron y sus historias fueron respetadas en la mayor medida posible, pero la vida de Superman cambió profundamente, varios personajes importantes durante la Pre-Crisis (destacando a Supergirl en el número 7 y a Barry Allen en el 8) murieron en la Crisis, y como resultado fueron o borrados de la historia y olvidados (como Supergirl) o simplemente proclamados muertos en el nuevo universo (caso Barry Allen, del que se sabía que había muerto salvando el mundo, pero en circunstancias que le resultaban no del todo claras al resto de los personajes).[12]

- Post-crisis: Algunos fanes se negaron a aceptar que el multiverso había desaparecido tras la Crisis y dijeron que el nuevo universo DC era simplemente otro universo alternativo al que se le ha llamado Tierra-0 o Tierra-PC. La única referencia que se hizo al Multiverso en este nuevo Universo Unificado fue en los últimos números guionizados por Grant Morrison de Animal Man, en la cual el protagonista cobraba conciencia de su condición de personaje de historieta, y se enfrentaba al Psico-Pirata (uno de los poquísimos personajes que recordaba el Multiverso) quien liberaba en "nuestro" mundo a varios de los enemigos más peligrosos y poderosos de Tierras anteriores, como un Superman enloquecido que cargaba con un misil atómico, el cual usaba de bate. Aunque DC no cedió en su posición respecto a que ya no existían otras Tierras (y que en su nueva continuidad nunca habían existido), ocasionalmente publican miniseries o cómics de una sola historia con la etiqueta de Elseworlds (Otros mundos), muchos de los cuales serían coincidentes con el concepto de multiverso.[12] Oficialmente, DC dice que estas son historias que pudieron haber ocurrido pero que nunca fue así, manteniendo que solo existía una Tierra. Aunque nunca fueron etiquetadas como historias de Otros mundos, novela gráfica como El regreso del Caballero Oscuro, y la reinvención de los héroes de DC realizada por Stan Lee, que también divergen de la continuidad de DC.

### Posteriores apariciones de otros universos Paralelos otras explicaciones
Se pintaron varias otras Tierras discutiblemente según el rendimiento de la publicación sustancial de DC durante el periodo en el que el Multiverso existió. Algunas Tierras han sido descritas para explicar (por ejemplo) los Superamigos (basada en la serie de la TV). Se ha conjeturado una Tierra-Cruce, la Edad de plata de los héroes de DC vivieron lado a lado con los héroes de Marvel Comics, con historietas de la edad de plata, y está en esta Tierra alternativa donde varios equipos y sus batallas entre otros héroes de dos publicaciones han ocurrido durante años. Algunos de estas usan una "historia imaginaria" a cambio de identificarse como lo que DC aplicó de vez en cuando a las historias que se han categorizado y que ellos no desearon ser considerados parte de continuidad, sobre todo antes de la invención del Multiverso.
Después de la primera Crisis, varios nuevos universos aparecían a pesar de las intenciones contrarias de DC. Estos universos paralelos incluido el de los Darkstars y las series de Liga de Justicia. Además, DC ejecutó varios cruces con otras compañías que involucraron viaje entre realidades diferentes. Técnicamente, ninguno de estos mundos era en la vida parte del Multiverso. Esto era de marea retroactiva hasta Crisis Infinita cuando se etiquetó el universo de las Historietas Tangent y muchos Elseworlds como Tierras del Multiverso, aunque ellos se habían publicado mucho tiempo después del Multiverso se había destruido. La Crisis infinita hizo el mismo con muchos Pre-crisis los Cuentos Imaginarios. En el "Con una Venganza"! la narración en Superman/Batman, el Multiverso es visitado por Bizarro y Batzarro. El Joker y Sr. Mxyzptlk convocan a Batman y Supermanes de varias realidades, ambos mundos previamente establecidos así como los inexplorados.

## Estructura del Multiverso actual
| Designación                                                  | Habitantes | Descripción | Primera aparición Fuente          |
| ------------------------------------------------------------ | --- | --- | --------------------------------- |
| Los Lugares del Planetario del Multiverso                    | | |                                   |
| Esfera del Multiverso                                        | Es el lugar que ocupa el espacio las 52 tierras alternativas, vigiladas desde La casa de los Héroes | En este lugar se encuentran 52 universos paralelos entre sí, separados por la Sangría (The Bleed). Se interconectan gracias al sonido vibracional que los separa, y están numerados desde Tierra-0 (Tierra Primordial) hasta Tierra-51. | Multiversidad                     |
| Lugares interregnos dentro de la esfera del multiverso       | | |                                   |
| La Casa de los Héroes                                        | Es el lugar en el que los antiguos Monitores, y el último de ellos, Nix Uotan, observa, vigila y protege el multiverso. Allí está situado también "El Planetario de los Mundos."                                                                 | Una estación espacial que se encuentra en el centro del planetario multiversal, utilizada por Nix Uotan y su compañero mono ayudante, Stubbs, para vigilar y proteger el multiverso. | Multiversidad                     |
| La Roca de la eternidad                                      | El lugar donde existen los miembros de la corte de la magia. Rodea a la La Casa de los Héroes | Aquí es donde se encuentra el tribunal que acusó a Pandora, a Question y al Phantom Stranger por parte de un tribunal formado por el Mago Shazam! y otros por sus pecados relacionados al origen del mal en el mundo. También es de donde proceden los poderes del super-héroe Shazam!, el alter ego de Billy Batston | Multiversidad                     |
| La Sangría                                                   | Región donde se alimenta las realidades del planetario del Multiverso | - El medio en el que el planetario de los mundos separa a las distintas Tierras y alimenta sus respectivas realidades o continuidades. | Multiversidad                     |
| Entre el Planetario del multiverso y la Esfera de los Dioses | | |                                   |
| Mundo de las maravillas                                      | Habitantes desconocidos | - Situado en la frontera entre la esfera de los dioses y el Planetario de los Mundos. Orbita alrededor del Planetario de los Mundos | Multiversidad                     |
| Mundo de Kwyzz                                               | (Presumiblemente la 5° Dimensión), habitado por KRAKKL el Defensor, se presume el hogar de Bat-Mite y del villano Mr. Mxyzptlk. | - Situado en los límites de la pared de la Fuerza de la Velocidad - Lugar de origen de KRAKKL el Defensor | Multiversidad                     |
| El Limbo                                                     | Hogar de los perdidos y olvidados del Planetario del Multiverso. | - Situado en la frontera entre la esfera de los dioses y la Esfera de los Monitores | Multiversidad                     |
| Fuerza de la Velocidad                                       | Región donde se alimenta los superhéroes velocistas como The Flash. | - Se encuentra entre la esfera de los dioses y el planetario del Multiverso. | Multiversidad                     |
| Telos                                                        | Punto de Convergencia | - Un mundo de convergencia donde se conservaban fragmentos de las últimass historias del Universo DC y las continuidades de DC Comics. - Representado en el mapa del Multiverso como el mundo con un signo interrogación, que aparece abajo del mapa donde se ubica Tierra-29 y por encima de la región conocida como caos. - Se encuentra fuera del espacio-tiempo conocido, dicho mundo sirvió para restaurar la destruida Tierra-2 que ocurrió en Tierra 2: Fin del mundo - Este mundo era aparentemente inhabitado hasta la llegada de Brainiac y allí trajo sin recuerdos a su asistente Telos, de quien se desconoce su mundo de origen. | Convergencia #0 (abril de 2015)   |
| Esfera de los Dioses                                         | | |                                   |
| Mundo de los Sueños                                          | Salas de los Eternos, Tribunales de las Hadas, Hogar de las 7 casas del Gemworld | Lugar de donde proviene los personajes de The Sandman | Multiversidad                     |
| Mundo de las pesadillas                                      | Mercado de duendes, Mundo de los Nightshades | | Multiversidad                     |
| Nuevo Genesis                                                | Hogar de los Nuevos Dioses, Highfather, Orion, Lightray, etc, y de los Forever People | | Multiversidad                     |
| Apokolips                                                    | Hogar de los Nuevos Dioses de la oscuridad como Darkseid, Desaad, Glorious Godfrey, Kanto, etc. | | Multiversidad                     |
| El Cielo                                                     | Lugar donde habita la concepción cristiana de Dios y los Ángeles. Se conoce como el lugar de donde proviene el ser conocido como La Presencia | - Hogar de Zauriel y de donde proviene el Espectro | Multiversidad                     |
| Infierno                                                     | Hogar de los Demonios de todas las religiones del mundo y de otras razas alienígenas | Lugar de donde provienen demonios como Lord Satanus, Etrigan el demonio, Trigon, Lucifer, Azazel, Abnegazar, Rath, Ghast. | Multiversidad                     |
| Tierra celestial (Skyland)                                   | Hogar de los antiguos dioses, son representaciones de viejos dioses del mundo antiguo, algunos representan a divinidades del trueno, el relámpago, amor, la guerra y muerte (referente a los dioses de la humanidad y otros mundos alienígenas). | - Aquí están Asgard, el Olimpo y el Trono de Zeus. | Multiversidad                     |
| Inframundo                                                   | Zona Fantasma, el Hades y el Tártaro. | - Lugar donde se encuentra la Zona Fantasma, el Hades y el Tártaro, el trono de Erishkagal, la Tierra sin retorno. Prisión de sombras y nieblas. | Multiversidad                     |
| Esfera de los Monitores                                      | | |                                   |
| (Mundo de Nil y Esfera de los Monitores)                     | Antiguo hogar de todos los Monitores. Aún acoge como hogar del monitor Nix Uotan y su compañero mono ayudante, Stubbs. | - Esta dimensión está por fuera del Multiverso y es el lugar donde el Monitor vigila el Multiverso, allí se encarga de estudiar, prevenir y vigilar las inconsistencias, anomalías y/o amenazas que ponen en peligro al Multiverso. Alguna vez fue habitado por una raza de Monitores. En este lugar, es controlado por Nix Uotan y a su vez es controlado por el Overmonitor u Overvoid, un ser intangible que mueve los hilos de sus creaciones. | Multiversidad #1 (agosto de 2014) |
| Muro de la Fuente                                            | Región donde se encierra a todo el Multiverso con sus realidades, y dimensiones. | Este lugar está habitado por el Overmonitor o Overvoid, un ser intangible con el que se comunican ciertas deidades u opera controlando al Monitor Nix Uotan - Al borde de la esfera del Monitor. | Multiversidad                     |

### Formas de "navegar" el Multiverso DC
Existen tres formas conocidas hasta ahora, las cuales corresponden a: El Nexus Multiversal (en el Timestream), La Sangría (o The Bleed) y The Source Of Wall (la fuente, la barrera limítrofe del universo):
- 1. La Corriente temporal o (Timestream): En este lugar existen dos formas de entrar al multiverso: El Nexus Multiversal que es un lugar (o momento) en el cual los monitores poseen su cuartel general, desde ahí pueden supervisar el multiverso en general. otra forma es Agujeros de gusano, son anomalías en el tiempo-espacio DC, producidas tanto por lo ocurrido al final de 52 (Mistermind alimentándose del tiempo-espacio) como de acciones voluntarias de otros personajes con la capacidad de crearlas (como Starman en Justice Society of America 09), sirven como puentes y comunican ciscunstancialmente a los universos.[38]

- 2. La sangría o (The Bleed): Es como el sistema "arterial" del multiverso, mediante ella se puede viajar por distintos puntos del multiverso (como lo hacen The Authority mediante the Carrier). Originalmente en la serie de Wildstorm se consideraba que era un universo nexo (único de su especie y que estaba en constante acceso con los demás), ahora pareciera que no es así, puesto que no tiene un monitor, de hecho los monitores no pueden controlar y observar el flujo de personas entre universos a través de la sangría, es por eso que monarca está oculto con su ejército ahí, preparando su batalla.[38]

- 3. El Muro de la Fuente o (The Source Wall): Una tercera forma de traspasar los muros del multiverso es The Source of Wall (de hecho Cyborg Superman descubrió la existencia del multiverso cuando quedó atrapado ahí), se asocia al conocimiento de la antivida, pero esto aún está en desarrollo dentro de Cuenta Atrás.[38]

### Vehículos para el desplazamiento por el multiverso
Impulsadas por universos bebés enjaulados, las naves de desplazamiento son sondas de nanotecnología Monitor diseñadas para facilitar la investigación, mantenimiento y control del Planetario Multiversal de Mundos-Microscópicos en escala dentro de la esfera Monitor, parecen inmensas dentro del planetario. Una estación de vigilancia se le conoce como La casa de los Héroes, ubicada en el centro del planetario del Multiverso. Entre los principales vehículos de vigilancia, exploración y otros usos se encuentran:
- Destroyer (Destructor): La más temida de todas las naves de los Monitores, gigantescas naves capaces de esterilizar universos enteros con potente armamento efectivo que permite autoevolución, sirven además como activadores del armaggedón y ejércitos de contagio. Utilizados por los Monitores para desinfectar continuidades fatalmente contaminadas.[38]

- Carrier (Transportador): Estos vehículos multipropósitos grandes y rápidos, son utilizados por los Monitores para las comunicaciones, transporte de comunicaciones, materiales y equipamiento entre mundos del planetario.[38]

- Tanker (Cisterna): Naves que sirven para recolecar el material conocido como la Sangría (The Bleed) y otros materiales desde el planetario y devolverlos a la Esfera Monitor (La Casa de los Héroes) Una cadena de particulares semillas gravitacionales anclan los sólidos, líquidos y gases tras ellos, asemejando pequeños planetas o soles.[38]

- Hunter (Cazador): Veloces asesinos furtivos fuertemente armados, utilizados para proteger a los transportadores de la mega-fauna autóctona del Espacio-Sangría del Planetario y para contener y destruir brotes locales de contaminación.[38]

- Explorer (Explorador): Sondas científicas ligeras diseñadas para recolectar datos. Lo que carecen en capacidades ofensivas, los Exploradores lo compensan con navegación empática de avanzada, camuflaje de camaleón consciente y motores más rápidos que el pensamiento.[38]

## Cronología de las historias de la Crisis del Multiverso (1962-actualidad)
- The Flash #123, El Flash de dos mundos
- Crisis en Tierra Múltiples
Justice League of America (vol. 1) # 21 Crisis en Tierra 1
Justice League of America (vol. 1) # 22 Crisis en Tierra 2
Justice League of America (vol. 1) # 29 Crisis en Tierra 3
Justice League of America (vol. 1) # 30 La Tierra Mas Peligrosa de Todas
Justice League of America (vol. 1) # 37 y 38 Crisis en Tierra A
Justice League of America (vol. 1) # 46 y 47 Crisis entre Tierra 1 y 2
Justice League of America (vol. 1) # 55 y 56 El puente entre Tierras
- Crisis en Tierras Infinitas
- Hora Cero

- Crisis de Conciencia (JLA: Crisis de Conciencia JLA #115, 116)

- Cuenta Regresiva a la Crisis Infinita

- Proyecto OMAC
- Día de Venganza
- Villanos Unidos
- La Guerra Rann-Thanagar

- Crisis Infinita # 1 al 6

- Proyecto OMAC Especial: Protocolo Lazarus #1
- Día de Venganza Especial #1
- Villanos Unidos Especial #1
- La Guerra Rann-Thanagar Especial #1

- Consecuencias de la Crisis Infinita: El Espectro

- 52

- 52: Tercera Guerra Mundial

- Consecuencias de 52: Los Cuatro Jinetes
- Black Ádam: The Dark Age

- 52: La Biblia del Crimen
- Un Año Después

- La Batalla por Blüdhaven
- Infinity Inc
- Metal Men
- Siete Soldados de la Victoria
- Rumbo a la Salvación
- La Muerte de los Nuevos Dioses
- The Flash: The Fastest Man Alive
- Guerra de los Sinestro Corps
- Gotham Underground
- La Guerra Sagrada de Rann-Thanagar
- ION: Guardián del Universo
- Universo DC: Un Nuevo Mundo

- Universo DC: Un Nuevo Mundo - Fredoom Fighters
- Universo DC: Un Nuevo Mundo Las Pruebas de Shazam!
- Universo DC: Un Nuevo Mundo - OMAC
- Universo DC: Un Nuevo Mundo - Detective Marciano

- Cuenta Regresiva a Crisis Final

- Cuenta Regresiva a la Aventura
- Cueta Regresiva Arena
- Cueta Regresiva: En búsqueda de Ray Palmer
- Cueta Regresiva: Lord Havok y los extremistas
- Cueta Regresiva Para el Misterio

- Capitán Zanahoria y el Arca Final

- Crisis Final

- DC Universe" # 0
- Universo DC: Last Will and Testament
- Crisis Final: Legión de 3 Mundos # 1-5
- Crisis Final: La furia de los Linernas Rojos (one-shot)
- Crisis Final: Requiem (one-shot)
- Crisis Final: La Resistencia (one-shot)
- Crisis Final: Revelaciones # 1-5 [ 13 ]
- Crisis Final: La venganza de los Rogues # 1-3 [ 14 ]
- Crisis Final: Archivos Secretos (one-shot)
- Crisis Final: Sketchbook (one-shot)
- Crisis Final: Sumisión (one-shot)
- Crisis Final: Más Allá de Superman" # 1-2
- Liga de la Justicia de América" (vol. 2) # 21
- Superman/Batman # 76
- Club Lado Oscuro Incluye:

- Birds of Prey #118
- The Flash #240 (Vol. 2)
- Infinity Inc. #11-12 (Vol. 2)
- Teen Titans #59-60 (Vol. 3)
- Titanes del Terror #1-6

- Batman R.I.P. (Batman # 682-683, 701-702)

- La Noche más Oscura
- Retorno de Bruce Wayne
- Time Masters: Vanishing Point
- El día más Brillante
- Flashpoint (Los Nuevos 52/Reinicio del Universo DC)
- Trinity War

- Forever Evil

- Future's End/Tierra-2: Future's end
- Multiversidad
- Convergencia
- Dark Knight: Metal (evento)

## El Multiverso en otros Medios

### En la Televisión Series de Acción Real, videojuegos y Películas
El Multiverso DC incluso ha debutado en las series animadas de DC Cómics, las cuales toman parte al hacer referencia a episodios donde tienen que combatir problemas conta personajes que reflejan su doppelgänger o versión malvada, como es el caso de series como Batman: The Brave and the Bold, The Batman, Linterna Verde la serie animada, los Superamigos, Superman: la serie animada, Batman: la serie animada, Batman del futuro, Static Shock, El Proyecto Zeta, Liga de la Justicia, Young Justice, la Liga de la Justicia Ilimitada, y las series y películas Live Action tanto de TV como las llevadas al cine. Cabe mencionar que algunas de estas series en su momento junto con la adaptación de las películas animadas, y algunos videojuegos como Injustice: Gods Among Us y Infinite Crisis han sido catalogadas parte del listado del Multiverso DC más reciente, el que surgió en la serie de cómics 52 y el evento del reinicio del Universo DC, Los Nuevos 52, pero, a su vez, no hay una oficialización posible de que representan un Universo Paralelo del Multiverso DC de momento, salvo la adaptación animada de Batman del Futuro que ya tiene un personaje una continuidad en el Universo DC.

## Ediciones recopilatorias
| Título                                              | El material recopilado |
| Crisis en tierras múltiples: Equipos                | Crisis en tierras múltiples: Equipos |
| --------------------------------------------------- | --- |
| Crisis en tierras múltiples: El Equipo-Ups          | The Flash #123, 129, 137, 151 Showcase #55-56 Green Lantern vol. 2, #40 The Brave and the Bold #61 El Espectro #7                                             |
| Volumen 2                                           | Atom #29, 36 The Brave and the Bold #62 The Flash #170, 173 Green Lantern vol. 2, #45, 52 'El Espectro #3                                                     |
| Crisis en tierras múltiples                         | |
| Volumen 1                                           | Liga de la Justicia de América (Vol. 1) #21-22, 29-30, 37-38, 46-47                                                                                           |
| Volumen 2                                           | Liga de la Justicia de América (Vol. 1) #55-56, 64-65, 73-74, 82-82                                                                                           |
| Volumen 3                                           | Liga de la Justicia de América (Vol. 1) #91-92, 100-102, 107-108, 113                                                                                         |
| Volumen 4                                           | Liga de la Justicia de América (Vol. 1) #123-124, 135-137, 147-148                                                                                            |
| Volumen 5                                           | Liga de la Justicia de América (Vol. 1) #159-160, 171-172, 183-185                                                                                            |
| Sociedad de la Justicia de América                  | |
| Volumen 1                                           | All Star Comics #58-67 DC Especial #29 |
| Volumen 2                                           | All Star Comics #68-74 Adventure Comics #461-466 |
| Miniseries                                          | |
| Crisis en las Tierras Infinitas                     | Números #1-12 |
| Crisis Infinita                                     | Números #1-7 |
| Cuenta Atrás Presenta: Lord Havok y los extremistas | Números #1-6 |
| Cuenta Atrás: Arena                                 | Números #1-4 |
| Tomos únicos                                        | |
| Power Girl                                          | Showcase #97-99 Orígenes Secretos #11 JSA Clasificada #1-4 (contiene algunas páginas relacionadas con la trama sucedida en las páginas de JSA del #32 al #39) |
| Showcase Presenta: Shazam                           | Shazam #1-20, 26-29, 33 (Historias sucedidas en Tierra-S) |
| Huntress: la hija del caballero oscuro              | DC Comics Super Stars #11 Batifamilia #18-20 Wonder Woman #271-287, 289-290, 294-295                                                                          |
| Maxiserie Semanal                                   | |
| 52                                                  | Números #1-52 |
| Cuenta Atrás para la Crisis Final                   | Números #51-1 |